# Српско грађанско вијеће
Српско грађанско вијеће (СГВ) невладина је организација из Босне и Херцеговине.
Основали су је у марта 1994. године током рата у Босни и Херцеговини босанскохерцеговачки Срби лојални Републици Босни и Херцеговини, који су на тај начин одбацили Републику Српску. Према одређеним подацима из 1995. године СГВ је имао преко 50.000 чланова и 20 канцеларија. Оснивача организације били су члан ратног предсједништва РБиХ Мирко Пејановић, професор Универзитета у Сарајеву Љубомир Берберовић, новинар Ослобођења Рајко Живковић и адвокат Жарко Булић.
У регистар невладиних организација Босне и Херцеговине СГВ уписан је 10. децембра 2002. године са сједиштем у Сарајеву.

## Историја
Након оснивања Српско грађанско вијеће је поставило сљедеће принципе:
- Очување демократске, међународно признате и суверене Босне и Херцеговине;
- Једнакост свих грађана Босне и Херцеговине, уз пуну гаранцију грађанских слобода и људских права у складу са највишим међународним стандардима;
- Пуна имплементација права свих расељених и прогнаних грађана да се врате у своје домове;
- Кажњавање свих ратних злочинаца.

Српско грађанско вијеће је 1995. године добило награду „За исправан начин живота”.

## 2000е
Мирко Пејановић, предсједник СГВ, састао се са Високим представником Волфгангом Петричем у децембру 2002. године. Разговарали су о спровођењу одлуке Уставног суда Босне и Херцеговине о конститутивности народа, повратку и претњама члановима СГВ и њиховим породицама.
Током 2000-их, Српско грађанско вијеће је промијенило име у Српско грађанско вијеће — Покрет за равноправност.

## 2010е
У јулу 2011, четири мјесеца након хапшења пензионисаног генерала Армије Републике Босне и Херцеговине Јована Дивјака у Бечу по српској Интерполовој потерници за ратне злочине због Дивјекове командне одговорности за напад на колону ЈНА у Сарајеву у мају 1992, СГВ заједно са још три организације са сједиште у Сарајеву, Хрватским националним вијећем, Вијећем конгреса бошњачких интелектуалаца и Кругом 99, одржали су заједничку конференцију за новинаре тражећи да Дивјак буде ослобођен јер „србијанска потјерница, како подвлаче, нема утемељно правно, већ пропагандно дејство”. Члан СГВ Сретко Томашевић је додао: „Знамо да немају морална начела, знамо да су продукт активности великосрпских идеолога, па ево, између осталог, и Јован Дивјак као Србин који се ставио на располагање и који је био један од челних људи у команди Армије БиХ вјероватно се нашао на удару те државе само због тога”.
Сљедећег дана, СГВ је критиковао Сташа Кошарац, руководилац Оперативног тима Републике Српске за тражење несталих лица, који је рекао: „СГВ нема право ни да се назива српским, јер је то група људи која је читав рат била у служби Алије Изетбеговића и бошњачког војног и политичког руководства. Мирко Пејановић и људи окупљени око њега у СГВ-у за 16 година нису проговорили ниједну ријеч о злочинима почињеним над сарајевским Србима”.